# سنتز مکانیکی

عملکرد ریبوزوم مانندیک ماشین بیولوژیکی است.

سنتز مکانیکی فرایندی است که واکنشها را به صورت مکانیکی فعال می‌کند تا ترکیبهای مولکولی متنوعی را تشکیل دهد که این انرژی مکانیکی را آسیاب گلوله‌ای مخلوطهای فیزیکی تأمین می‌کند. فرایندهای انجام‌شده حین این سنتز شامل انتقال جرم توسط فاز بخار و انجام واکنشهای مکانیکی-شیمیایی است که نتیجه آن، هدایت مولکولهای واکنشی به مکانها و موقعیتهای خاص و برنامه‌ریزی شده‌است. در حال حاضر هیچ سنتز شیمیایی غیر بیولوژیکی وجود ندارد که به این هدف برسد. برخی از جابجایی‌های اتمی با استفاده از میکروسکوپ‌های تونلی روبشی قابل مشاهده است.

## مقدمه
در سنتزهای شیمیایی متداول، مولکولها از طریق حرکت حرارتی تصادفی در مایع یا بخار با یکدیگر برخورد می‌کنند. در یک فرایند سنتز مکانیکی، مولکولها به سیستمهای مکانیکی مولکولی متصل می‌شوند و برخوردهای آنها ناشی از حرکتهای مکانیکی است که آنها را در توالی‌ها، موقعیتها و جهتهای برنامه‌ریزی شده قرار می‌دهد. سنتز مکانیکی با دور نگه داشتن واکنش‌دهنده‌های احتمالی از واکنشهای ناخواسته جلوگیری می‌کند و با نگه‌داشتن واکنش‌دهنده‌های موردنظر در کنار هم به انجام واکنشهای مطلوب کمک می‌کند. در زیست‌شناسی، ریبوزوم نمونه‌ای از دستگاه سنتز مکانیکی قابل برنامه‌ریزی را ارائه می‌دهد.
یک روش غیر بیولوژیکی از مکانیک شیمی در دمای برودتی با استفاده از میکروسکوپ‌های تونل‌زنی انجام شده‌است. تاکنون چنین دستگاه‌هایی نزدیکترین رویکرد را به ابزارهای ساخت برای مهندسی مولکولی ارائه دادند. دلیل بهره‌برداری گسترده از سنتز مکانیکی، دستیابی به فناوری پیشرفته‌تری با استفاده سیستمهایی شبیه ریبوزوم به عنوان یک هدف اولیه جذاب برای ساخت سیستم‌های دستگاه مولکولی است.
بزرگ‌ترین مزیت مربوط به سنتز مکانیکی پیشرفته مربوط به کاربرد بالقوه آن در مونتاژ دستگاه‌هایی در مقیاس مولکولی است. به نظر می‌رسد این روش کاربردهای زیادی در پزشکی، هواپیمایی، استخراج منابع، ساخت و ابزار جنگ دارند.
بیشتر اکتشافات نظری در این نوع ماشین‌آلات پیشرفته به استفاده از کربن متمرکز شده‌است، زیرا پیوندهایی قوی می‌تواند ایجاد کند و انواع ساختارها را می‌تواند به وجود آورد و استفاده این پیوندها در کاربردهای پزشکی و مکانیکی، زیاد است. به عنوان مثال، کربن الماس را تشکیل می‌دهد که اگر ارزان قیمت باشد برای استفاده از بسیاری ماشین‌آلات عالی است.
در عمل، رساندن دقیقاً یک مولکول به یک مکان مشخص در نوک میکروسکوپ امکانپذیر است اما ثابت شده‌است که اتوماسیون آن دشوار است. از آنجا که محصولات کاربردی حداقل به چند صد میلیون اتم نیاز دارند، این تکنیک هنوز در شکل‌دادن یک محصول واقعی عملی نشده‌است.
هدف از تحقیقات مونتاژ مکانیکی، غلبه بر مشکلات توسط کالیبراسیون و انتخاب واکنشهای سنتز مناسب است. برخی پیشنهاد می‌کنند که سعی شود یک ابزار ماشین‌آلات تخصصی بسیار کوچک در حد نانومتری تهیه شود که بتوان با کنترل توسط رایانه خارجی، نسخه‌هایی از خود را بسازد. در ادبیات، به چنین ابزاری اسمبلر یا اسمبلر مولکولی گفته می‌شود. با استفاده از این اسمبلرها، رشد هندسی (تولید کپی از کپی) می‌تواند هزینه مونتاژکننده‌ها را به سرعت کاهش دهد. کنترل توسط یک رایانه خارجی باید به گروه‌های بزرگی از مونتاژکننده‌ها اجازه دهد که محصولاتی بزرگ و مفیدی را با دقت اتمی بسازند.

## سنتز مکانیکی الماس
اولین قدم در فرایند سنتز مکانیکی الماس ممکن است حذف یک اتم هیدروژن از هر دو نقطه مجاور در سطح الماس و باقی گذاشتن دو پیوند معلق واکنشپذیر باشد.
قدم دوم رسوب اتمهای کربن در مکانهای موردنظر است. به این ترتیب، مطابق یک نقشه، یک ساختار الماس به صورت مولکول به مولکول ساخته می‌شود.
پس از ساخت یک ساختار اتمی دقیق، برای جلوگیری از واکنشهای اضافی ناخواسته، ساختار باید منفعل شود.

### چرا فقط الماس؟
استفاده همزمان از ۹۰ عنصر شیمیایی طبیعی برای سنتز هدفی بلندپروازانه است ولی در ازای محدودکردن تمرکز خود بر ساختارهای محدودتر، تحلیل جزئیات ساختارهای قابل ساخت را بسیار آسانتر کرده‌است. سپس با بالغ شدن در راستای توانایی‌های تحلیلی و تجربی، می‌توان تعداد عناصر اضافی دیگری را اضافه کرد.

## تاریخچه
تکنیک جابجایی مکانیکی اتمهای منفرد توسط اریک درکسلر در کتاب موتورهای تولید در سال ۱۹۸۶ پیشنهاد شده‌است.
در سال ۱۹۸۸، محققان مؤسسه تحقیقات زوریخ با موفقیت حروف آی بی ام (IBM) را در اتم زنون روی سطح مس برودتی نوشتند و این رویکرد را به‌طور کامل تأیید کردند. از آن زمان، تعدادی از پروژه‌های تحقیقاتی متعهد شده‌اند که از روشهای مشابهی برای ذخیره داده‌های رایانه‌ای به صورت فشرده استفاده کنند. اخیراً از این روش برای کشف شیمی فیزیک جدید استفاده شده‌است، گاهی اوقات از لیزر برای تحریک نوک‌ها به حالات انرژی خاص یا بررسی شیمی کوانتومی پیوندهای شیمیایی خاص استفاده می‌کنند.
در سال ۱۹۹۹، یک روش اثبات شده آزمایشی به نام پویش ویژگی‌گرا (FOS) پیشنهاد شد. این روش پویش امکان کنترل دقیق موقعیت پروب میکروسکوپ پرآب پویشی را بر روی یک سطح اتمی در دمای اتاق فراهم می‌کند. روش پیشنهادی از کنترل کاملاً خودکار ابزارهای تک و چند پروبی و و همچنین از ساخت به روش پایین به بالا پشتیبانی می‌کند.
در سال ۲۰۰۳، اویابو و همکارانش گزارش اولین نمونه تشکیل پیوند و شکستن پیوند کووالانسی کاملاً مکانیکی را دادند؛ یعنی اولین نمایش آزمایشی سنتز مکانیکی واقعی را (البته با استفاده از اتمهای سیلیکون به جای اتمهای کربن) نشان دادند.
در سال ۲۰۰۵، اولین درخواست ثبت اختراع در مورد سنتز مکانیکی الماس ثبت شد.